# Bockautal
Koordinaten: 50° 28′ 35″ N, 12° 37′ 36″ O
Das Naturschutzgebiet Bockautal liegt im Erzgebirgskreis in Sachsen. Es erstreckt sich südöstlich der Kernstadt von Eibenstock und nördlich des Eibenstocker Ortsteils Wildenthal. Am westlichen Rand des Gebietes verläuft die S 275.

## Bedeutung
Das rund 33,3 ha große Gebiet mit der NSG-Nr. C 20 wurde im Jahr 1967 unter Naturschutz gestellt.